# Quorthon
Thomas "Quorthon" Forsberg (14. februar 1966 – 7. juni 2004) var en svensk musiker. Quorthon var multi-instrumentalist og stifter og eneste faste medlem af thrash/viking/black metal-bandet Bathory. Han er af mange kendt som en af pionererne indenfor både black metal og viking metal.
I 1993 startede Quorthon et sideprojekt han blot kaldte Quorthon. Under dette navn udgav han albummet Album i 1994 og Purity of Essence i 1997.
Quorthon var også ejer af pladeselskabet Black Mark Productions frem til sin død, hvorefter hans far, Börje "Boss" Forsberg, overtog selskabet.
Quorthon døde 7. juni 2004 af hjertestop.

## Diskografi

### MedBathory
| År   | Titel                            | Pladeselskab                          | Line-up                                    |
| ---- | -------------------------------- | ------------------------------------- | ------------------------------------------ |
| 1984 | Bathory                          | Under One Flag, Black Mark Production | Quorthon, Jonas Åkerlund og Fredrick Hanoi |
| 1985 | The Return......                 | Under One Flag, Black Mark Production | Quorthon og Fredrick Hanoi                 |
| 1987 | Under the Sign of the Black Mark | Under One Flag, Black Mark Production | Quorthon                                   |
| 1988 | Blood Fire Death                 | Under One Flag, Black Mark Production | Quorthon, Vvornth og Kothaar               |
| 1990 | Hammerheart                      | Noise Records                         | Quorthon                                   |
| 1991 | Twilight of the Gods             | Black Mark Production                 | Quorthon                                   |
| 1994 | Requiem                          | Black Mark Production                 | Quorthon                                   |
| 1995 | Octagon                          | Black Mark Production                 | Quorthon                                   |
| 1996 | Blood On Ice                     | Black Mark Production                 | Quorthon                                   |
| 2001 | Destroyer of Worlds              | Black Mark Production                 | Quorthon                                   |
| 2002 | Nordland I                       | Black Mark Production                 | Quorthon                                   |
| 2003 | Nordland II                      | Black Mark Production                 | Quorthon                                   |

### Quorthon
| År   | Titel             | Pladeselskab          | Line-up  |
| ---- | ----------------- | --------------------- | -------- |
| 1994 | Album             | Black Mark Production | Quorthon |
| 1997 | Purity of Essence | Black Mark Production | Quorthon |